# Regeringen Jean-Marc Ayrault
Regeringen Jean-Marc Ayrault (PS, EELV, PRG-regeringen) var Frankrigs regering fra 16. maj 2012 - 31. marts 2014.

## Regeringen

### Ministre
|  | Portefølje                                                       |  | Minister                                                            | Parti         |
|  | ---------------------------------------------------------------- |  | ------------------------------------------------------------------- | ------------- |
|  | Premierminister                                                  |  | Jean-Marc Ayrault                                                   | PS            |
|  | Udenrigsminister                                                 |  | Laurent Fabius                                                      | PS            |
|  | Undervisningsminister                                            |  | Vincent Peillon                                                     | PS            |
|  | Justitsminister                                                  |  | Christiane Taubira                                                  | Walwari (PRG) |
|  | Minister for økonomi og finans                                   |  | Pierre Moscovici                                                    | PS            |
|  | Social- og sundheds minister                                     |  | Marisol Touraine                                                    | PS            |
|  | Minister for boliger og landets udvikling                        |  | Cécile Duflot                                                       | EELV          |
|  | Indenrigsminister                                                |  | Manuel Valls                                                        | PS            |
|  | Minister for økologi, bæredygtig udvikling og energi             |  | Nicole Bricq (til 21. juni 2012) Delphine Batho (fra 21. juni 2012) | PS            |
|  | Minister for industri og produktion                              |  | Arnaud Montebourg                                                   | PS            |
|  | Minister for arbejde, beskæftigelse, uddannelse og social dialog |  | Michel Sapin                                                        | PS            |
|  | Forsvarsminister                                                 |  | Jean-Yves Le Drian                                                  | PS            |
|  | Kultur- og kommunikations minister                               |  | Aurélie Filippetti                                                  | PS            |
|  | Minister for forskning og videregående uddannelser               |  | Geneviève Fioraso                                                   | PS            |
|  | Minister for kvinders rettigheder. Regerings talsmand            |  | Najat Vallaud-Belkacem                                              | PS            |
|  | Minister for landbrug, skov og agroindustri                      |  | Stéphane Le Foll                                                    | PS            |
|  | Minister for statsreform, decentralisering og offentlig service  |  | Marylise Lebranchu                                                  | PS            |
|  | Minister for de oversøiske områder                               |  | Victorin Lurel                                                      | PS            |
|  | Minister for sport, ungdom, folkeoplysning og samfundsliv        |  | Valérie Fourneyron                                                  | PS            |
|  | Minister for udenrigshandel                                      |  | Nicole Bricq (fra 21. juni 2012)                                    | PS            |

### Statssekræterer
|  | Portefølje                                              | Statssekræter                                                                  | Parti     |
|  | ------------------------------------------------------- | ------------------------------------------------------------------------------ | --------- |
|  | Europastatssekræter                                     | Bernard Cazeneuve (til 19. januar 2013) Thierry Repentin (fra 19. januar 2013) | PS        |
|  | Budgetstatssekræter                                     | Jérôme Cahuzac (til 19. januar 2013) Bernard Cazeneuve (fra 19. januar 2013)   | PS        |
|  | Statssekræter for uddannelse                            | George Pau-Langevin                                                            | PS        |
|  | Statssekræter for relationer til parlamentet            | Alain Vidalies                                                                 | PS        |
|  | Statssekræter for justits                               | Delphine Batho (til 21. juni 2012)                                             | PS        |
|  | Statssekræter for by                                    | François Lamy                                                                  | PS        |
|  | Statssekræter for ældre mennesker og selvstændighed     | Michèle Delaunay                                                               | PS        |
|  | Statssekræter for social økonomi                        | Benoît Hamon                                                                   | PS        |
|  | Statssekræter for familie                               | Dominique Bertinotti                                                           | PS        |
|  | Statssekræter for de handicappede                       | Marie-Arlette Carlotti                                                         | PS        |
|  | Statssekræter for samarbejde                            | Pascal Canfin                                                                  | EELV      |
|  | Statssekræter for fransktalende                         | Yamina Benguigui                                                               | Upolitisk |
|  | Statssekræter for transport, fiskeri og havet           | Frédéric Cuviller                                                              | PS        |
|  | Statssekræter for SMV’er, innovation og digital økonomi | Fleur Pellerin                                                                 | PS        |
|  | Statssekræter for håndværk, handel og turisme           | Sylvia Pinel                                                                   | PRG       |
|  | Statssekræter for veteraner                             | Kader Arif                                                                     | PS        |
|  | Statssekræter for erhvervsuddannelse og læring          | Thierry Repentin (fra 21. juni 2012 til 19. januar 2013)                       | PS        |
|  | Statssekræter for decentralisering                      | Anne-Marie Escoffier (fra 21. juni 2012)                                       | PRG       |
|  | Statssekræter for franskmænd i udlandet                 | Hélène Conway-Mouret (fra 21. juni 2012)                                       | PS        |
|  | Statssekræter for agrobusiness                          | Guillaume Garot (fra 21. juni 2012)                                            | PS        |